# Cannon Group
Pour les articles homonymes, voir Cannon.
Cannon Group, aussi intitulé dans les génériques Cannon Films ou Golan-Globus, était initialement une société américaine de production de films à petits budgets, spécialisée entre autres dans les nudies, rachetée en 1979 par deux producteurs d'origine israélienne, Menahem Golan et Yoram Globus, elle se tourne au milieu des années 1980 dans les blockbusters (Cobra, Highlander...) et dans les films d'auteurs (Barfly, King Lear...).
Cannon Group appartient depuis 1993 à la Metro-Goldwyn-Mayer.

## Acteurs vedettes
- Charles Bronson
- Richard Chamberlain
- Sho Kosugi
- Michael Dudikoff
- Chuck Norris
- Sylvester Stallone
- Dolph Lundgren
- Jean-Claude Van Damme

## Historique
Menahem Golan et Yoram Globus ont fondé au début des années 60 leur propre société de production appelée Noah Films.
Surnommés les Go-Go Boys en 1979 par Newsweek, ils rachètent alors la Cannon Group et s'installent à Hollywood.
Très rapidement, ils s'implantent en Europe en rachetant des salles de cinéma en Angleterre, en Italie, aux Pays-Bas et en Allemagne. Ils achètent aussi les studios londoniens d'Elstree.
En 1985, ils s'implantent en France et créent Cannon France.
Puis, en rachetant la société Thorn Emi Screen Entertainment (qui disparaît alors), ils deviennent éditeurs vidéo avec la société Cannon Vidéo SA.
En France les films de Cannon Group sont distribués comme suit, en fonction des précédents contrats de distribution :
- la production 1985 chez UGC Vidéo ;
- la production 1986 chez Vestron Vidéo ;
- les productions à compter de 1987 ainsi que les films dont les droits étaient détenus par Thorn Emi Screen Entertainment (dont Highlander) par Cannon Vidéo SA.
- Films distribués chez Warner Home Video, pour le marché vidéo en France (Bloodsport, Le Ninja blanc).
- Films distribués chez Delta Vidéo, pour le marché vidéo en France (Cyborg)

## Liste des films

### Années 1980
- 1980 : BIM Stars (The Apple) de Menahem Golan
- 1980 : Les Yeux du mal (The Godsend) de Gabrielle Beaumont
- 1980 : The Happy Hooker Goes Hollywood d'Alan Roberts
- 1981 : L'Implacable Ninja (Enter the ninja) de Menahem Golan
- 1981 : L'Amant de lady Chatterley (Lady Chatterley's Lover) de Just Jaeckin
- 1982 : Nana : Le Désir (Nana) de Dan Wolman
- 1982 : Un justicier dans la ville 2 (Death Wish 2) de Michael Winner
- 1983 : Le Justicier de minuit (Ten To Midnight) de J. Lee Thompson
- 1983 : Le Manoir de la peur (House of the Long Shadows) de Pete Walker
- 1983 : La Dépravée (The Wicked Lady) de Michael Winner
- 1983 : Hercule (Hercules) de Luigi Cozzi
- 1983 : Ultime Violence : Ninja 2 (Revenge of the Ninja) de Sam Firstenberg
- 1983 : Sahara de Andrew V. McLaglen
- 1984 : Over the Brooklyn Bridge de Menahem Golan
- 1984 : Chantage en Israël (The Ambassador) de J. Lee Thompson
- 1984 : L'Enfer de la violence (The Evil That Men Do) de J. Lee Thompson
- 1984 : L'Épée du vaillant (Sword of the Valiant: The Legend of Sir Gawain and the Green Knight) de Stephen Weeks
- 1984 : Exterminator 2 de Mark Buntzman
- 1984 : Edut Me'Ones (Forced Witness) de Raphaël Rebibo
- 1984 : Grace Quigley de Anthony Harvey
- 1984 : Torrents d'amour (Love Streams) de John Cassavetes
- 1984 : La Machination (The Naked Face) de Bryan Forbes
- 1984 : Ninja III (Ninja 3 the domination) de Sam Firstenberg
- 1984 : Bolero de John Derek
- 1984 : Portés disparus (Missing In Action) de Joseph Zito
- 1984 : Making the Grade (en) de Dorian Walker
- 1984 : Maria's Lovers d'Andreï Kontchalovski
- 1985 : Allan Quatermain et les Mines du roi Salomon (King Solomon's Mines) de J. Lee Thompson
- 1985 : American Warrior (American Ninja) de Sam Firstenberg
- 1985 : Les Aventures d'Hercule (Le Avventure dell’incredibile Ercole) de Luigi Cozzi
- 1985 : Fool for Love de Robert Altman
- 1985 : Mata Hari de Curtis Harrington
- 1985 : The Assisi Underground d'Alexander Ramati
- 1985 : House Rap (Rappin) de Joel Silberg
- 1985 : Thunder Alley de J.S Cardone
- 1985 : Invasion USA de Joseph Zito
- 1985 : Le Justicier de New York (Death Wish 3) de Michael Winner
- 1985 : Lifeforce de Tobe Hooper
- 1985 : Portés disparus 2 (Missing in Action 2: The Beginning) de Lance Hool
- 1985 : Runaway Train d'Andreï Kontchalovski
- 1985 : Hot Resort de John Robins
- 1985 : Amazonia : La Jungle blanche (Cut and Run, Inferno in diretta, Straight to hell) de Ruggero Deodato
- 1986 : Aladdin (Superfantagenio) de Bruno Corbucci
- 1986 : Allan Quatermain et la Cité de l'or perdu (Allan Quatermain and the Lost City of Gold) de Gary Nelson
- 1986 : American Warrior 2 : Le Chasseur (Avenging Force) de Sam Firstenberg
- 1986 : Over the Top : Le Bras de fer (Over the Top) de Menahem Golan
- 1986 : Bernadette de Jean Delannoy
- 1986 : Delta Force (The Delta Force) de Menahem Golan
- 1986 : Cobra de George Cosmatos
- 1986 : Highlander de Russell Mulcahy
- 1986 : L'invasion vient de Mars (Invaders from Mars) de Tobe Hooper
- 1986 : La Loi de Murphy (Murphy's Law) de J. Lee Thompson
- 1986 : Massacre à la tronçonneuse 2 (Texas Chainsaw Massacre II) de Tobe Hooper
- 1986 : Paiement cash (52 Pick-Up) de John Frankenheimer
- 1986 : Otello de Franco Zeffirelli
- 1986 : Duo pour une soliste (Duet for One) d'Andreï Kontchalovski
- 1986 : Le Temple d'or (Firewalker) de J. Lee Thompson
- 1986 : Campus (Dangerously Close) d'Albert Pyun
- 1987 : Barfly de Barbet Schroeder
- 1987 : Le Bayou (Shy People) d'Andreï Kontchalovski
- 1987 : Les Barbarians (The Barbarians) de Ruggero Deodato
- 1987 : Le justicier braque les dealers (Death Wish 4: The Crackdown) de J. Lee Thompson
- 1987 : Under Cover de John Stockwell
- 1987 : King Lear de Jean-Luc Godard
- 1987 : Mister Dynamite (Armour of God) de Jackie Chan
- 1987 : Les Maîtres de l'Univers (Masters Of The Universe) d'Andy Goddard
- 1987 : Le Ninja blanc (American Ninja 2: The Confrontation) de Sam Firstenberg
- 1987 : Les vrais durs ne dansent pas (Tough Guys Don't Dance) de Norman Mailer
- 1987 : Protection rapprochée (Assassination) de Peter Hunt
- 1987 : La Rue (Street Smart) de Jerry Schatzberg
- 1987 : Sinbad (Sinbad of the Seven Seas) d'Enzo G. Castellari
- 1987 : Superman 4 (Superman IV: The Quest For Peace) de Sidney J. Furie
- 1987 : Le Trésor de San Lucas (Down Twisted) d'Albert Pyun
- 1988 : Bloodsport de Newt Arnold
- 1988 : Rendez-vous avec la mort (Appointment with Death) de Michael Winner
- 1988 : Un cri dans la nuit (Evil Angels) de Fred Schepisi
- 1988 : Doin' Time on Planet Earth de Charles Matthau
- 1988 : Héros (Hero and the Terror) de William Tannen
- 1988 : Platoon Leader d'Aaron Norris
- 1988 : Le Messager de la mort (Messenger Of Death) de J. Lee Thompson
- 1988 : Portés disparus 3 (Braddock: Missing in Action III) d'Aaron Norris
- 1988 : L'Aventure fantastique (Alien from L.A.) d'Albert Pyun
- 1989 : American Warrior 3 (American Ninja 3: Blood Hunt) de Cedric Sundstrom
- 1989 : Cyborg d'Albert Pyun
- 1989 : Folie meurtrière (The freeway Maniac) de Paul Winters
- 1989 : La Rivière de la mort (River of Death) de Steve Carver
- 1989 : Kinjite, sujets tabous (Kinjite: Forbidden Subjects) de J. Lee Thompson

### Années 1990
- 1990 : American Warrior 4 (American Ninja 4: The Annihilation) de Cedric Sundstrom
- 1990 : Midnight Ride de Bob Bralver
- 1990 : Delta Force 2 (Delta Force 2: The Colombian Connection) d'Aaron Norris
- 1991 : Delta Force 3 (Delta Force 3: The Killing Game) de Sam Firstenberg
- 1991 : Le bouclier humain (The Human Shield) de Ted Post
- 1991 : L'Arme secrète (The Hitman) d'Aaron Norris
- 1993 : American Cyborg (Steel Warriors) de Boaz Davidson
- 1993 : American Ninja 5 (American Ninja V) de Bob Bralver
- 1994 : Hellbound d'Aaron Norris